# Місто з химерами

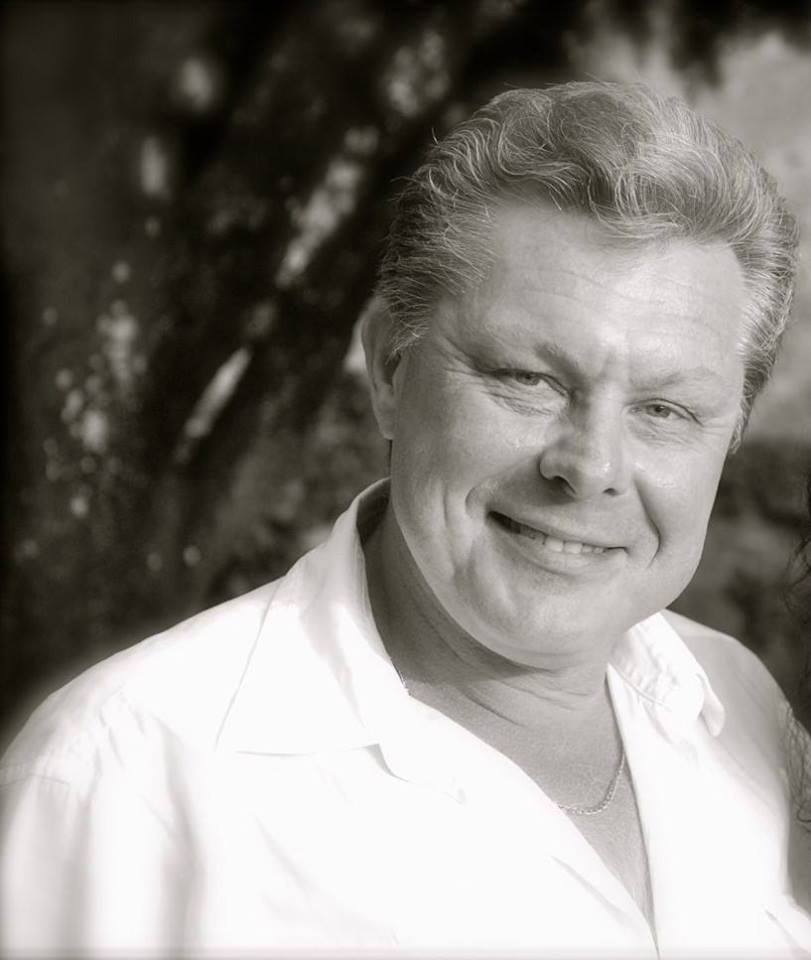
Олесь Ільченко

«Місто з химерами» — детективний роман Олеся Ільченка, у якому йдеться про Київ, а також про життя і творчість відомого архітектора польського походження Владислава Городецького, що мешкав у цьому місті на початку ХХ століття.

## Історія написання
Олесь Ільченко зазначає, що ідея написати книгу про постать Владислава Городецького виникла в процесі спілкування з видавництвом «Грані–Т». З'ясувалося, що на заводі тещі Городецького, яку звали Корнелія Марр, працював дідусь письменника. Олесь Ільченко почав ретельно шукати інформацію про архітектора й особливості життя в Києві початку XX століття, спілкуватися з різними фахівцями, наприклад, з Сергієм Костянтиновичем Кілессо — заслуженим архітектором, істориком архітектури, автором багатьох статей і книг, лавреатом державних премій.
«Пан Кілессо розповів такі речі, яких не знайдеш у підручниках чи наукових статтях — особливості київського життя початку XX століття, як тоді працювали архітектори, в якому ресторані зазвичай укладали угоди з замовником, якими дровами опалювали каміни в київських будинках, навіть де і як ті дрова заготовляли. Словом, безліч достовірних дрібниць, які оточували мого героя, адже в романі всі імена, назви вулиць, адреси, навіть той факт, що на будівництві костелу загинув робітник — це все правда». 

## Сюжет
О. Ільченко вибудовує роман у кількох планах: 
- документальному, бо йдеться про відомого архітектора ХХ століття):

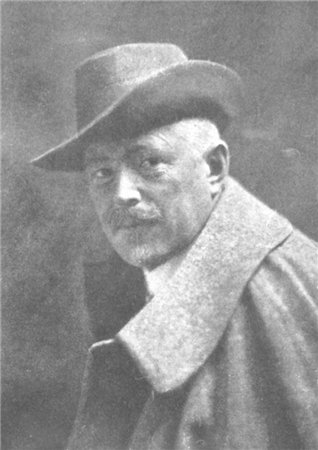
Владислав Городецький

«...в мене як у автора є своя версія життя Городецького — і чому він поїхав до Персії на схилі літ, адже йому і в Польщі чудово жилося, і чому побудував цей Будинок із химерами — дехто каже, що таким чином він розрекламував можливості цементу і бетону, який виробляла його фірма, у мене інша думка з цього приводу, чому він вів подвійне життя — в духовно–містичному сенсі. Чим більше я розплутував клубочок його життя, тим більше осмислював його архітектурні споруди. А уважно прочитавши його книжку «В джунглях Африки», тим більше знаходив підтвердження своїх здогадок. Городецький був дуже цікавою людиною — улюбленець жінок, епатажна людина, затятий автомобіліст — мав перше в Києві приватне авто, удатний мисливець… Він був чудовим стрільцем — постійно здобував перемоги на стрілецьких змаганнях, екзотичний в побуті — ходив по вулицях у крагах, шкірянці і з мавпочкою на плечі. Але за всим цим маскувався інший Городецький»;
- детективному — двоє персонажів підліткового віку розшифровують певні моменти із творчого життя Городецького, чому він спорудив Національний музей у формі літери L; де заховані аркуші із його кресленнями, що за трикутник зобразив на тому дивом збереженому до наших днів аркуші;
- містичному — полягає в тому, що збудовані будинки утворюють загадковий символічний трикутник. [2]

Архітектурну містерію розташування трьох знакових споруд на карті Києва спочатку розгадує В. Городецький (маючи страшну підозру, навіяну снами), а потім і друзі-підлітки. Будинок з химерами  В. Городецького (Банкова, 10), будинок із головою горгулії М. Бобрусова (Велика Житомирська, 8) і будинок із котами В. Безсмертного (Гоголівська, 23) прикрашені химерними істотами. Трикутний зв’язок між ними символічний. Виявляється, що в центрі рівнобічного трикутника, який вони утворюють, свята Софія Київська. Вона позначена на знайденій хлопцями схемі В. Городецького як абревіатура ССК, що можна розшифрувати і як Сакральне Серце Києва (повідомляють персонажі ХХІ ст.). Інакше кажучи, Софійський собор оточений трикутником чортовиння.
Фактично всіх героїв, причетних до загадки архітектурного трикутника або до її розгадування, пов’язує те, що вони бачать уві сні образ Змія.

## Автор про твір
«В моїй книзі, як побачить читач, я розкриваю не лише таємницю Будинку з химерами, а й інші київські таємниці, якими сповнене наше місто. Зрештою — таємницю справжнього життя Владислава Городецького».

## Науковці про твір
Літературознавець І. Котик:
«Трохи детективного, трохи документального, трохи містичного й актуального та зрозумілого більшості читачів суспільно-політичного».
Л. Фіненко:
«О. Ільченко, розгортаючи дві паралельні сюжетні лінії, формує дуалістичність міського простору, окремі локуси якого утворюють гармонічне міське середовище, що уособлює собою культурне надбання українського народу».

## Цитати з твору
- Талантові дозволено більше, ніж пересічному обивателю.
- То було парі! […] Я побився об заклад, що за два роки на дикому косогорі, зовсім непристосованому до будівництва, зведу диво! І я це зробив!
- ... жодна світська людина неспроможна опиратися волі Темряви.
- Змій воліє, щоб архітектор продовжив творити власне Змієве Місто, яке з давніх-давен належало Йому, його поріддю [...]. Змій незнищенний, йому і досі належать незліченні, неміряні ходи, нори, печери, підземні лабіринти Вічного Міста над Дніпром. і скільки б не називали те Місто святим, одухотвореним, «Єрусалимом землі Руської», однак — воно належало і належатиме Змієві!
- ... треба ошукати темряву і заспокоїти свій дух, спробувати пограти з нічними потворами, які б вони не були — уявні чи справжні. Грати — й перемогти!
- – Так вдало вибране місце для цього будинку – наче оглядовий майданчик. Майже вся Старокиївська ділянка перед нами. – Майданчик для огляду, – незворушно зауважила Корнелія, – чи для обстрілу… – Якого обстрілу?! – жахнувся Владислав. – Бог із тобою! Бог зі мною, так, – глянула йому у вічі дружина. – А з тобою хто?»
- Величезна, неповоротка країна, – котра, мов потворний динозавр, простяглася від Скандинавії до Чукотки, від Таймиру до Термезу, від Варшави до Владивостока, – бездарно програла війну Японії. Відтак вона немов здригалася і загрозливо рипіла, як старий дерев’яний будинок від потужними повівами близької бурі.
- ...це непересічне місто було не таким простим, як могло видатися заїжджому купцю, прочанину, акторові антрепризи…
- Людина, котра зводить такі страшні будинки, не тільки мавпу, а й чорта за плечима носитиме!

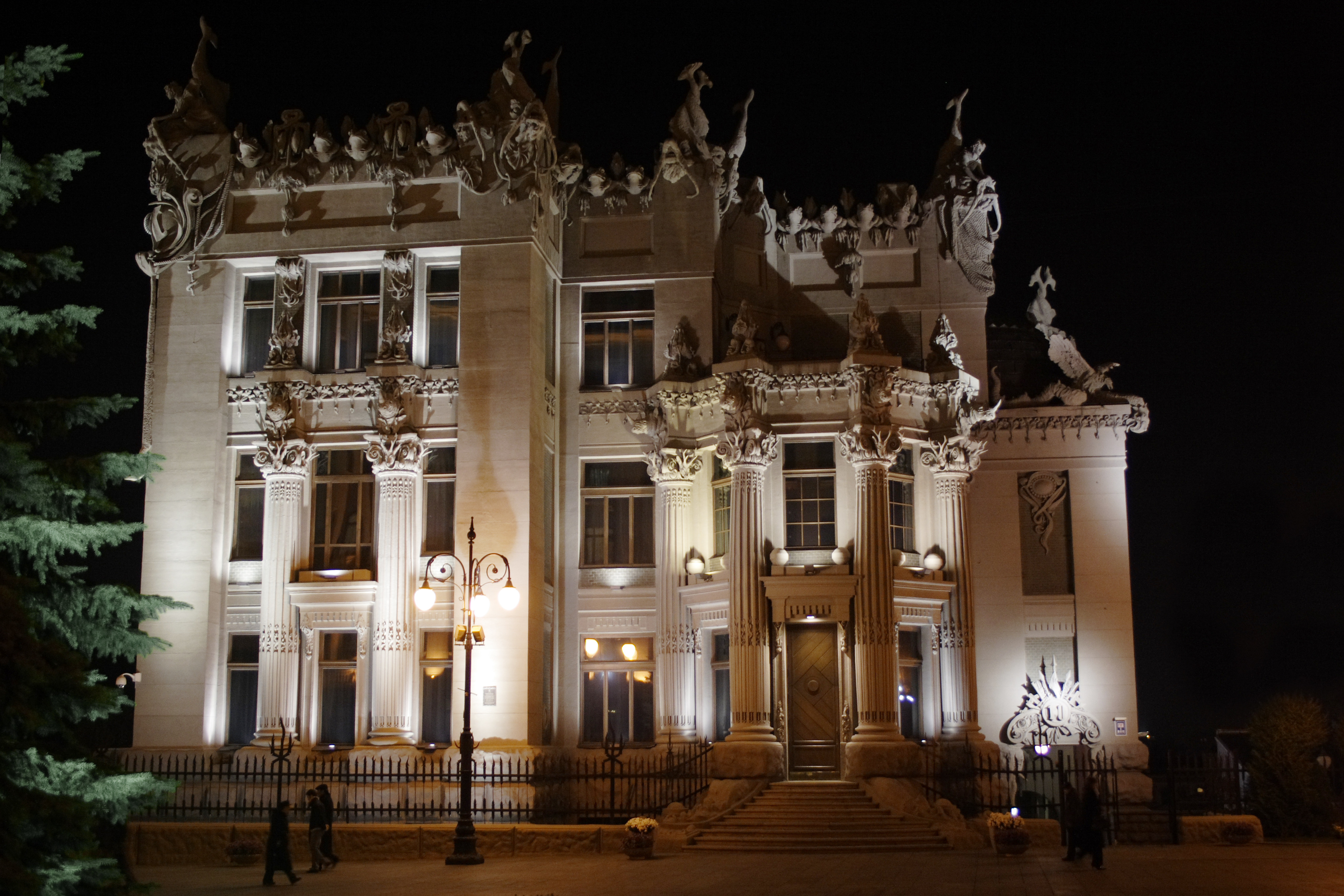
Дім з химерами

## Видання
- 2009 рік у видавництві «Грані–Т»;
- 2019 рік у видавництві «Комора [Архівовано 12 листопада 2021 у Wayback Machine.]».

## Нагороди
- «Книга року Бі-бі-сі – 2009»;
- «Краща українська книга — 2009»;

- переможець конкурсу «Краща українська книга 2010» (за версією журналу «Кореспондент»).

## Покликання
1. https://www.interesniy.kiev.ua/roman-pro-arhitektora-z-himerami/ [Архівовано 9 листопада 2021 у Wayback Machine.].
2. Роман на сайті електронної бібліотеки "Чтиво" [Архівовано 9 листопада 2021 у Wayback Machine.].
3. http://yadda.icm.edu.pl/yadda/element/bwmeta1.element.ojs-doi-10_14746_sup_2020_8_1_22 [Архівовано 9 листопада 2021 у Wayback Machine.].
4. http://www.irbis-nbuv.gov.ua/cgi-bin/irbis_nbuv/cgiirbis_64.exe?I21DBN=LINK&P21DBN=UJRN&Z21ID=&S21REF=10&S21CNR=20&S21STN=1&S21FMT=ASP_meta&C21COM=S&2_S21P03=FILA=&2_S21STR=Nvmduf_2014_4.13_12 [Архівовано 9 листопада 2021 у Wayback Machine.].
5. https://synopsis.kubg.edu.ua/index.php/synopsis/article/view/171 [Архівовано 9 листопада 2021 у Wayback Machine.].